# Survivor Series 2011
Survivor Series 2011 was een pay-per-viewevenement in het professioneel worstelen dat georganiseerd werd door de WWE. Dit evenement is de 25ste editie van Survivor Series en vond plaats in de Madison Square Garden in New York op 20 november 2011.

## Achtergrond
Tijdens de Raw-aflevering van 24 oktober 2011 kondigde John Cena, na de Handicap match tegen Awesome Truth (The Miz & R-Truth), aan dat hij The Rock koos als zijn partner voor een tag team match tegen Awesome Truth.

## Wedstrijden
| Nr.                                                                          | Match | Winnaar(s)             |
| ---------------------------------------------------------------------------- | --- | ---------------------- |
| 1                                                                            | Dolph Ziggler (c) vs. John Morrison in een een-op-eenmatch voor het United States Championship | Dolph Ziggler (c)      |
| 2                                                                            | Beth Phoenix (c) vs. Eve in een Lumberjill match voor het Divas Championship | Beth Phoenix (c)       |
| 3                                                                            | Team Barrett (Wade Barrett, Jack Swagger, Dolph Ziggler, Cody Rhodes & Hunico) vs. Team Orton (Randy Orton, Sheamus, Kofi Kingston, Sin Cara & Mason Ryan) in een 5-op-5 Survivor Series Tag Team match | Team Barrett           |
| 4                                                                            | Mark Henry (c) vs. Big Show in een een-op-eenmatch voor het World Heavyweight Championship | Big Show(*); Henry (c) |
| 5                                                                            | Alberto Del Rio (c) vs. CM Punk in een een-op-eenmatch voor het WWE Championship | CM Punk (nc)           |
| 6                                                                            | Awesome Truth (The Miz & R-Truth) vs. John Cena & The Rock in een tag team match | The Rock & John Cena   |
| (c) huidige kampioen voor en na de match \| (nc) nieuwe kampioen na de match | |                        |

(*)Big Show won de match na een diskwalificatie van Mark Henry